# Vlag van Horst (Limburg)

Vlag van de gemeente Horst
(1968-2001)

Vlag van de gemeente Horst
(voor 1968)

De vlag van Horst is op 19 augustus 1968 vastgesteld als gemeentevlag van de voormalige Limburgse gemeente Horst. Het ontwerp is van Klaes Sierksma van de Stichting voor Banistiek en Heraldiek. 
Logischer zou zijn geweest Horst een vlag te geven die gelijk was aan het gemeentewapen. Sierksma waarschuwde echter dat er meer gemeentevlaggen waren - waaronder die van Schiedam - die uit geel-zwarte banen bestonden. Om meer verschil tussen die vlaggen te krijgen, meende hij dat de banen aan de mastzijde 'gebroken' moesten worden.
Sinds 1 januari 2001 is de vlag niet langer als gemeentevlag in gebruik omdat de gemeente Horst toen opging in de nieuw opgerichte gemeente Horst aan de Maas. 
De omschrijving van de vlag luidt volgens het gemeenteraadsbesluit van 19 augustus 1968:
Zeven evenhoge banen van geel en zwart, gebroken langs de broekinglijn van het een in het ander.
De kleuren zijn ontleend aan het gemeentewapen. De broeking vertoont hetzelfde beeld als het gemeentelijk wapenschild.

## Eerdere vlag
Sierksma vermeldt in 1962 een officieuze vlag. Dit betreft een vlag met zeven horizontale banen in geel en zwart, zoals in het gemeentewapen.

### Verwante afbeeldingen

Wapen van Horst
Vlag van Horst aan de Maas

Ambt Montfort 
· Amby 
· Arcen en Velden 
· Baexem 
· Beegden 
· Belfeld 
· Bemelen 
· Berg en Terblijt 
· Bocholtz 
· Born 
· Broekhuizen 
· Cadier en Keer 
· Echt 
· Eijsden 
· Elsloo 
· Eygelshoven 
· Geleen 
· Grathem 
· Grubbenvorst 
· Haelen 
· Heel 
· Heel en Panheel 
· Heer 
· Helden 
· Herten
· Heythuysen 
· Hoensbroek 
· Horn 
· Horst 
· Hulsberg 
· Hunsel 
· Kessel 
· Klimmen 
· Limbricht 
· Linne 
· Maasbracht 
· Maasbree 
· Margraten 
· Meerlo-Wanssum 
· Meijel 
· Melick en Herkenbosch 
· Montfort 
· Munstergeleen 
· Neer 
· Nieuwenhagen 
· Nieuwstadt 
· Nuth 
· Ohé en Laak 
· Onderbanken 
· Ottersum 
· Posterholt 
· Roggel 
· Roggel en Neer 
· Schaesberg 
· Schinnen 
· Sevenum 
· Sint Odiliënberg 
· Sittard 
· Stevensweert 
· Stramproy 
· Susteren 
· Swalmen 
· Tegelen 
· Thorn 
· Ubach over Worms 
· Ulestraten 
· Urmond 
· Valkenburg-Houthem 
· Vlodrop 
· Wessem 
· Wittem